# Wolfgang zu Stolberg
Wolfgang zu Stolberg (* 1. Oktober 1501 in Stolberg im Harz; † 8. März 1552 in Allstedt) war ein deutscher Graf.

## Leben
Wolfgang war der älteste Sohn des Grafen Botho zu Stolberg und seiner Ehefrau Anna von Eppstein-Königstein. Bereits in jungen Jahren wurde er Dompropst in Halberstadt und Naumburg und am 1. Mai 1521 Rector magnificus der Universität Wittenberg.
Als sein Vater 1538 starb, führte er die Regierung in den stolbergischen Besitzungen mit Bevollmächtigung seiner Brüder Ludwig und Albrecht Georg weiter und sorgte dafür, dass das Territorium nicht durch Zersplitterungen – wie sie nach seinem Tod vorgenommen wurden – geschwächt wurde. Er selbst übernahm für sich in einer Erbteilung das Amt Allstedt.
Graf Wolfgang bekannte sich zur Lehre von Martin Luther und ließ die Reformation in den stolbergischen Besitzungen durchführen. Er ist der Stifter der Harzlinie des Hauses Stolberg, die mit dem Tod seines Enkels, Graf Wolfgang Georg zu Stolberg, 1631 in männlicher Linie ausstarb.

## Familie
Wolfgang heiratete am 20. Juni 1541 Dorothea, die Tochter des Grafen Ulrich von Regenstein. Sie starb 1545. Ihr gemeinsamer Sohn Wolfgang starb bei der Geburt 1544.
In 2. Ehe nahm er in Königstein im Taunus am 28. Februar 1546 Genovefa, die Tochter des Grafen Johann III. zu Wied, Herrn zu Runkel und Ysenburg († 1533). Sie überlebte ihren Gatten und starb am 26. Juni 1556.
Aus dieser Ehe stammten folgende Kinder:
- Wolf Ernst (1546–1606)
- Botho (1548–1577), starb nach einem Jagdunfall
- Johann (1549–1612)
- Anna (1550–1623), Dekanissin des Stifts Quedlinburg
- Heinrich (1551–1615)